# Innan jag kände dig
Albums de Melissa Horn
Säg ingenting till mig
(2009)
Singles
1. Innan jag kände dig
2. Under löven
3. Jag saknar dig mindre och mindre

Innan jag kände dig (Avant de te connaître) est le troisième album studio de la chanteuse suédoise Melissa Horn, sorti le 14 septembre 2011.

## Version originale
| No  | Titre                            | Durée |
| --- | -------------------------------- | ----- |
| 1.  | Destruktiv blues                 | 3:12  |
| 2.  | Jag saknar dig mindre och mindre | 4:32  |
| 3.  | Om du letar efter nån            | 4:05  |
| 4.  | Nåt annat än det här             | 2:34  |
| 5.  | Under löven                      | 3:33  |
| 6.  | Du är nog den                    | 4:22  |
| 7.  | Den som bländats av ljuset       | 3:26  |
| 8.  | Mardrömmar                       | 3:46  |
| 9.  | På låtsas                        | 3:07  |
| 10. | Innan jag kände dig              | 3:37  |
| 11. | Det känns ännu sämre nu          | 3:45  |

## Classements
| Classement (2011) | Meilleure position |
| ----------------- | ------------------ |
| Suède             | 1                  |